# Mitella diphylla
Mitella diphylla är en stenbräckeväxtart som beskrevs av Carl von Linné. Mitella diphylla ingår i släktet Mitella och familjen stenbräckeväxter. Inga underarter finns listade i Catalogue of Life.

## Bildgalleri

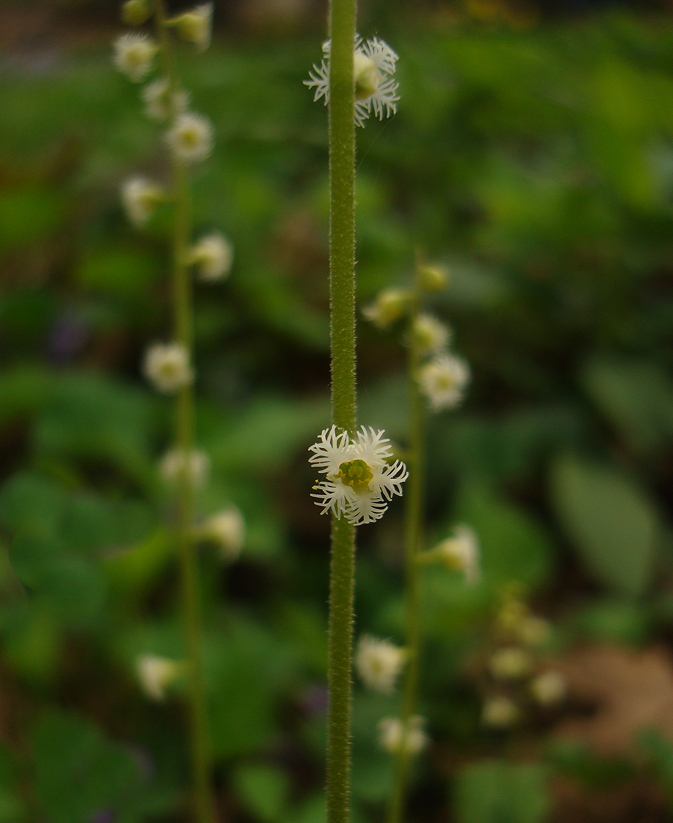